# 日本肩鳃鳚
日本肩鳃鳚（学名：Omobranchus japonicus）为鳚科肩鳃鳚属的鱼类，俗名日本美鳚。分布于日本以及中国南海等海域，多生活于珊瑚礁中。该物种的模式产地在东京。